# 作ろう!食べよう!わんぱくドリーム
『作ろう!食べよう!わんぱくドリーム』（つくろう たべよう わんぱくドリーム）は、2005年10月15日から2006年3月25日まで中京テレビで放送されていた料理番組。全24回。放送時間は毎週土曜 11:45 - 12:00 （日本標準時）。

## 概要
東海3県在住の小学生を対象に収録参加希望者を募っていた番組で、「こんな料理を食べたい」「こんな料理を作ってみたい」という彼らの願いを司会の恩田千佐子と各回のゲストが達成させるという主旨で行われていた。収録は、中京テレビの関連会社が運営する住宅展示場・中京テレビハウジングパークみなとで行われていた。
番組の終了後、恩田は替わって平日昼の料理番組『ピアット』に出演するようになった。

## 出演者

### 司会
- 恩田千佐子（中京テレビアナウンサー）

### ゲスト
- 野々村真
  - 2005年10月15日 - 10月29日放送分出演（3本録り）
- 杉浦太陽
  - 2005年11月5日 - 11月19日放送分出演（3本録り）
- 矢部美穂
  - 2005年11月26日 - 12月3日放送分出演（2本録り）
- マギー審司
  - 2005年12月10日 - 12月31日放送分出演（4本録り）
- 前田健
  - 2006年1月7日 - 1月28日放送分出演（4本録り）
- 内山信二
  - 2006年2月4日 - 2月25日放送分出演（4本録り）
- 波田陽区
  - 2006年3月4日 - 3月25日放送分出演（4本録り）